# Dragovan Šepić
Dragovan Šepić (Buzet, 15. prosinca 1907. – Zagreb, 12. veljače 1997.) hrvatski povjesničar i pravnik, akademik

## Životopis
Studirao je na Pravnom fakultetu u Zagrebu i na Institutu međunarodnih znanosti u Parizu. Radio je u diplomaciji od 1935. do 1947. godine, potom u Ministarstvu znanosti i kulture vlade FNRJ. Od 1969. do 1978.  redovni je profesor na Fakultetu političkih nauka u Zagrebu. Od 1977. izvanredni član HAZU.

## Nepotpun popis djela
- "Supilo diplomat: [rad Frana Supila u emigraciji 1914-1917]", Naprijed, Zagreb, 1961.
- "Italija, saveznici i jugoslavensko pitanje 1914. – 1918.", Školska knjiga, Zagreb, 1. izdanje 1970., 2. izdanje kao "Sudbinske dileme rađanja Jugoslavije: Italija, Saveznici i jugoslavensko pitanje: 1914. – 1918.", Čakavski sabor, Pula, 1989.
- "Povijest hrvatskog naroda 1860. – 1914.", (suautori Jaroslav Šidak, Mirjana Gross, Igor Karaman), Školska knjiga, Zagreb, 1968.